# Oratorio di San Filippo (Palermo)

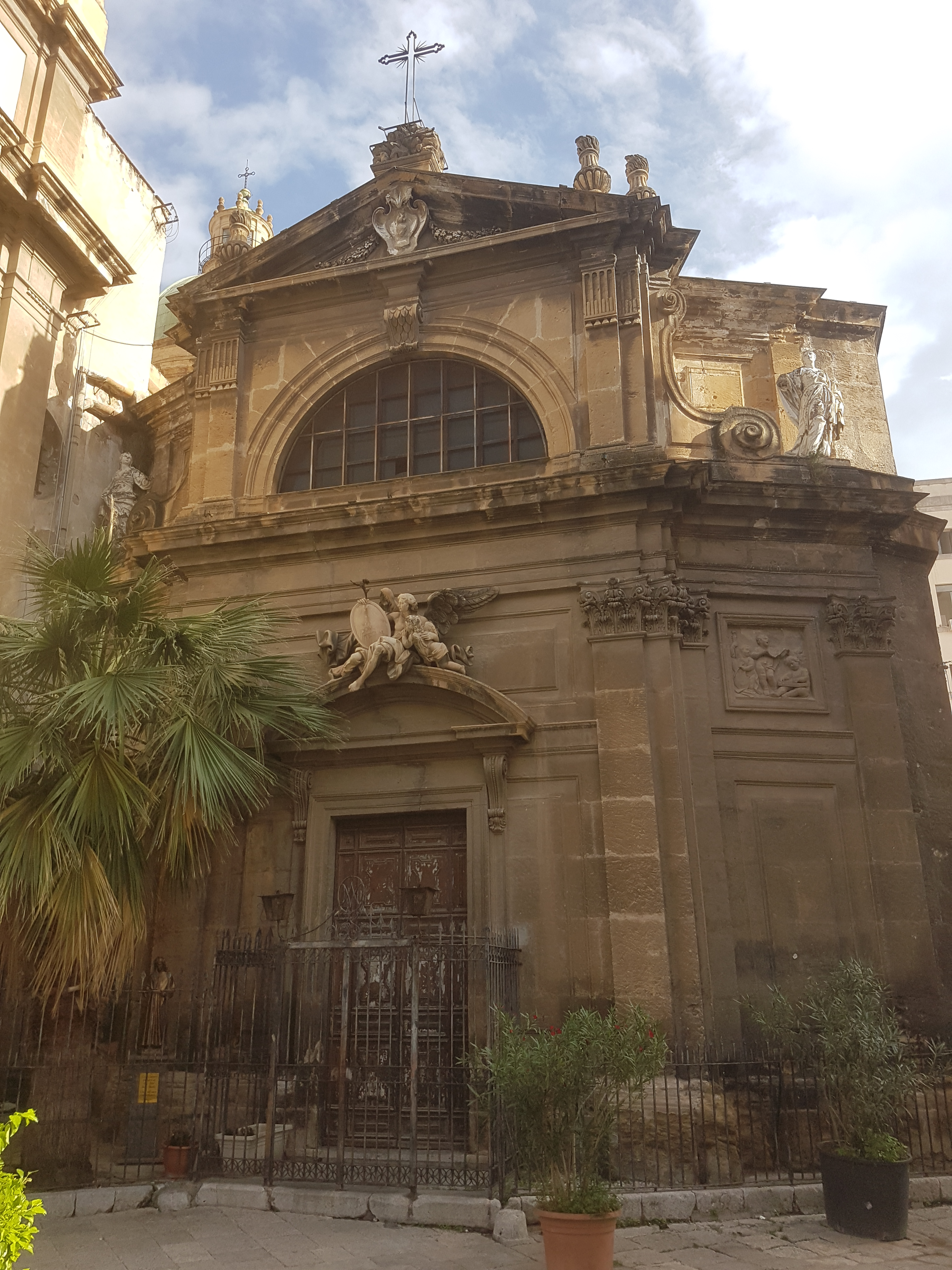
Oratorio di San Filippo (Palermo)

Das Oratorio di San Filippo ist ein Kirchengebäude in Palermo.
Das an der Piazza Olivella gelegene Oratorio di San Filippo wurde 1769 an der Stelle der alten Kirche der Santa Rosalia unmittelbar neben der Sant’Ignazio all’Olivella unter der Leitung des Architekten Giuseppe Venanzio Marvuglia als klassizistisches Bauwerk errichtet. Auftraggeber war die Vereinigung des Heiligen Philipp Neri (Congregazione dell’Oratorio di San Filippo Neri), die 1575 von Papst Gregor XIII. als kirchliche Bruderschaft bestätigt wurde.
Die trapezförmige Fassade wird durch schlichte Pilaster gegliedert und mit Eckstatuen bekrönt. Über der Tür befindet sich der Zierrahmen mit dem Wappen der Bruderschaft. Die obere Hälfte mit einem dominanten halbkreisförmigen Fenster wird durch einen Dreiecksgiebel abgeschlossen.
Der Innenraum ist im typischen Stil des Klassizismus durch Pilaster und vergoldete Girlanden dekoriert. Das Tonnengewölbe wird durch Kassetten unterschiedlicher Größe strukturiert. Vor der Innenfassade befindet sich eine von Marmorsäulen getragene Sängerempore.
Von der Ausstattung ist das von einem unbekannten Maler geschaffene ovale Altarbild Madonna, Kind und Heiliger Philipp Neri hervorzuheben. Es wird gestützt von einem weißen Marmorengel, den Ignazio Marabitti 1775 schuf.